# Panggisari
Panggisari is een bestuurslaag in het regentschap Banjarnegara van de provincie Midden-Java, Indonesië. Panggisari telt 4251 inwoners (volkstelling 2010).